# Хоптинецька сільська рада
Хоптине́цька сільська́ ра́да — адміністративно-територіальна одиниця та орган місцевого самоврядування в Городоцькому районі Хмельницької області. Адміністративний центр — село Хоптинці.

## Загальні відомості
Хоптинецька сільська рада утворена в 1967 році.
- Територія ради: 57,27 км²
- Населення ради: 1 315 осіб (станом на 2001 рік)
- Територією ради протікає річка Сквила

## Населені пункти
Сільській раді підпорядковані населені пункти:
- с. Хоптинці
- с. Андріївка
- с. Вигнанка
- с. Куманів
- с. Підлісний Веселець

## Склад ради
Рада складається з 18 депутатів та голови.
- Голова ради: Ханіцька Оксана Анатоліївна
- Секретар ради: Кравець Валентина Іванівна

### Керівний склад попередніх скликань
| Прізвище, ім'я, по батькові | Основні відомості                                                         | Дата обрання | Дата звільнення |
| --------------------------- | ------------------------------------------------------------------------- | ------------ | --------------- |
| Дарійчук Іван Опанасович    | Сільський голова, 1948 року народження, безпартійний                      | 26.03.2006   | 02.02.2009      |
| Ханіцька Оксана Анатоліївна | Сільський голова, 1971 року народження, член партії Єдиний Центр          | 14.06.2009   | 31.10.2010      |
| Ханіцька Оксана Анатоліївна | Сільський голова, 1972 року народження, освіта вища, член Партії регіонів | 31.10.2010   |                 |

Примітка: таблиця складена за даними сайту Верховної Ради України

### Депутати
За результатами місцевих виборів 2010 року депутатами ради стали:

#### За суб'єктами висування
| Суб'єкт висування | Кількість обраних депутатів | %    |
| ----------------- | --------------------------- | ---- |
| Партія регіонів   | 9                           | 50   |
| Самовисування     | 6                           | 33,3 |
| Народна партія    | 3                           | 16,7 |

#### За округами
| № округу        | Прізвище, ім'я, по батькові    | Дата визнання обраним | Освіта             | Партійна приналежність | Відомості про обраного депутата                       |
| --------------- | ------------------------------ | --------------------- | ------------------ | ---------------------- | ----------------------------------------------------- |
| Народна Партія  |                                |                       |                    |                        |                                                       |
| 2               | Кравець Валентина Іванівна     | 03.11.2010            | середня спеціальна | позапартійна           | Хоптинецька сільська рада, секретар                   |
| 10              | Гарват Віталій Григорович      | 03.11.2010            | середня спеціальна | позапартійний          | тимчасово не працює                                   |
| 11              | Кушнір Єлізавета Олександрівна | 03.11.2010            | вища               | позапартійна           | Сільська рада, бухгалтер                              |
| Партія регіонів |                                |                       |                    |                        |                                                       |
| 4               | Теплуха Галина Іванівна        | 03.11.2010            | середня            | позапартійна           | тимчасово не працює                                   |
| 8               | Школьник Володимир Миколайович | 03.11.2010            | середня            | позапартійний          | тимчасово не працює                                   |
| 9               | Ліпейза Зіна Іванівна          | 03.11.2010            | середня            | позапартійна           | тимчасово не працює                                   |
| 12              | Столярик Антоніна Миколаївна   | 03.11.2010            | середня спеціальна | позапартійна           | ПП «Куманівське», бухгалтер                           |
| 14              | Жовтобрюх Ганна Іванівна       | 03.11.2010            | середня            | позапартійна           | пенсіонер                                             |
| 15              | Мейш Лідія Федорівна           | 03.11.2010            | середня            | позапартійна           | пенсіонер                                             |
| 16              | Бойко Ніна Арсенівна           | 03.11.2010            | середня            | позапартійна           | ПП «Куманівське», бухгалтер                           |
| 17              | Туз Людмила Іванівна           | 03.11.2010            | середня            | позапартійна           | ПП «Куманівське», бухгалтер                           |
| 18              | Чикушина Мелітина Василівна    | 03.11.2010            | середня            | позапартійна           | КП «Кузьминське», продавець                           |
| Самовисування   |                                |                       |                    |                        |                                                       |
| 1               | Ячмінь Неоніла Михайлівна      | 03.11.2010            | середня спеціальна | позапартійна           | КП"Кузьминське", продавець                            |
| 3               | Чепіль Володимир Миколайович   | 03.11.2010            | середня            | позапартійний          | Хоптинецька загальноосвітня школа, оператор котельні  |
| 5               | Лепейза Тетяна Прокопівна      | 03.11.2010            | середня            | позапартійна           | тимчасово не працює                                   |
| 6               | Мудра Олена Олексіївна         | 03.11.2010            | середня спеціальна | позапартійна           | Хоптинецький фельдшерсько-акушерський пункт, фельдшер |
| 7               | Садовський Анатолій Васильович | 03.11.2010            | середня спеціальна | позапартійний          | ТОВ «Мрія Поділля», керуючий відділенням              |
| 13              | Закерничний Микола Іванович    | 03.11.2010            | середня спеціальна | позапартійний          | приватний підприємець                                 |